# Bir Ennasar
Bir Ennasar (en àrab بئر النصر, Biʾr an-Naṣr ; en amazic ⴱⵉⵔ ⵏⴰⵚⵕ) és una comuna rural de la província de Benslimane, a la regió de Casablanca-Settat, al Marroc. Segons el cens de 2014 tenia una població total de 4.855 persones.